# Анзерська Салма
А́нзерська Салма́ (рос. Анзерская Салма) — протока в Білому морі, сполучає його із Онезькою затокою; відокремлює острови Анзерський та Велика Муксалма на сході від Соловецького острова на заході.
Північний вхід до протоки знаходиться між північним краєм Соловецького острова та північно-західним краєм Анзерського острова. Південно-східний вхід до протоки знаходиться між північно-східним краєм острова Велика Муксалма та Капельським мисом острова Анзерського, тут протока переходить у протоку Східна Соловецька Салма. На південному заході протока переходить у протоку Північні Залізні Ворота, яка відокремлює острови Велика Муксалма та Соловецький.
Глибини коливається від 35-40 м на півночі до 50-60 м на сході. Дно вкрите мулом, піском, камінням та черепашками. Багато банок, які під час відпливів перетворюються на острови. Протокою проходить припливний потік води з Білого моря і далі він зустрічається з більш потужним східним потоком протоки Східна Соловецька Салма. Через сильні припливні потоки протока вривається льодом лише з січня по березень, та й то в найбільш морозні зими.
У північному вході до протоки знаходиться скеля Островок, низинна та кам'яниста, яка знаходиться навпроти мису Ребалда Соловецького острова. На цьому ж мисі розташоване колишнє селище Ребалда з пристанню.